# Вилхелм Фугер фон Кирхберг-Вайсенхорн
Вилхелм Фугер фон Кирхберг и Вайсенхорн (на немски: Wilhelm Fugger zu Kirchheim und Weissenhorn; * 16 януари 1585; † 6 април 1659 в Залцбург) е фрайхер, от 1628 г. граф на Фугер-Кирхберг-Вайсенхорн от линията „Лилията“ (фон дер Лилие) от Аугсбург, императорски кемерер, съветник на Курфюрство Бавария, кемерер и главен щалмайстер.
Той е големият син на фрайхер Северин Фугер фон Кирхберг-Вайсенхорн-Швабмюнхен (1551 – 1601) и съпругата му графиня Катарина фон Хелфенщайн-Визенщайг (1563 – 1627), дъщеря на граф Себастиан фон Хелфенщайн (1521 – 1564) и Мария фон Хевен († 1587), дъщеря на фрайхер Георг фон Хевен († 1542) и Елизабет фон Хоенлое (1495 – 1536). Внук е на търговеца и хуманиста фрайхер (от 6 март 1551) Йохан Якоб Фугер фон Кирхберг и Вайсенхорн (1516 – 1575) и Урсула фон Харах (1522 – 1554). Баща му е брат на Зигмунд Фридрих (1542 – 1600), епископ на Регенсбург (1598 – 1600).
Вилхелм Фугер е издигнат на „граф на Кирхберг и Вайсенхорн“ през 1628 г. заедно с брат му Карл Фугер (1597 – 1662).

## Фамилия
Вилхелм Фугер фон Кирхберг-Вайсенхорн се жени на 19 април 1615 г. за фрайин Мария Магдалена фон Фрайберг (* пр. 1570), вдовица на Йоахим фон Папенхайм († 9 януари 1600) и Георг Зигмунд Льош фон Хилгартсхаузен († 19 април 1615), дъщеря на фрайхер Карл фон Фрайберг-Айзенберг-Раунау-Хюрбел-Халденванг († 1613) и Елизабет фон Лаубенберг. Бракът е бездетен.